# Rororthosia
Rororthosia là một chi bướm đêm thuộc họ Noctuidae.